# The Times
The Times je britský celostátní deník, který vychází ve Spojeném království od roku 1785. The Times i jeho sesterské noviny The Sunday Times vydává společnost Times Newspapers, kterou vlastní News Corporation v čele s Rupertem Murdochem. Oboje noviny však byly založeny nezávisle na sobě a pod společné vlastnictví se dostaly v roce 1966. Ačkoliv tento středopravicový deník podporuje zejména konzervativce, v roce 2001 a 2005 se ve všeobecných volbách přiklonil na stranu labouristů.
The Times propůjčilo svůj název „Times“ i dalším deníkům po celém světě – např. The New York Times, The Los Angeles Times, The Times of India, The Times of Malta nebo The Irish Times. Pro větší přehlednost se zejména v Severní Americe označuje The Times také jako "London Times" nebo "Times of London". Tento deník také poprvé představil písmo Times Roman, které navrhl jeho typografický poradce Stanley Morrison a díky své snadné čitelnosti jej dnes najdete prakticky všude.
Celých 219 let noviny vycházely v klasickém „větším“ formátu, který je v Británii tradičně spojován se seriózním tiskem, ale v roce 2004 se noviny rozhodly přesedlat na menší rozměry, které používá zejména tisk bulvární. Noviny tím chtěly přilákat více mladších čtenářů a také ty, kteří cestují hromadnou dopravou.
Americká verze deníku je v oběhu od roku 2006.

## Historie
The Times začal vydávat v roce 1785 John Walter pod názvem The Daily Universal Register. O tři roky později byly noviny přejmenovány na The Times.
V roce 1981 převzala noviny společnost News International Ruperta Murdocha, ale konzervativní vláda koupi nikdy neuvedla u Komise pro monopoly a fúze, a to kvůli tomu, že předchozí vlastník The Thompson Corporation pohrozil, že vydávání novin zruší, pokud nebudou v přiděleném čase převzaty někým jiným. Hrozilo, že jakýkoliv právní odsun Murdochova převzetí by mohl vést k zániku obou titulů. Důvodem bylo to, že převzetí dalo Murdochovi kontrolu nad čtyřmi celostátními novinami; The Times, The Sunday Times, The Sun a News of the World.

## Přehled vlastníků
- John Walter (1785–1803)
- John Walter 2. (1803–1847)
- John Walter 3. (1847–1894)
- Arthur Fraser Walter (1894–1908)
- Lord Northcliffe (1908–1922)
- rodina Astorů (1922–1966)
- Roy Thomson (1966–1981)
- News International (pobočka News Corporation) v čele s Rupertem Murdochem (1981— )

## Současní novináři a sloupkaři
- Rachel Campbell-Johnston
- Stephen Farrell
- Sam Coates
- Ben Hoyle
- Hugo Rifkind
- Michael Atherton
- Anthony Browne
- Hugh McIlvanney
- Richard Ford
- Martin Samuel
- Simon Barnes
- Graham Stewart
- Frances Gibb
- Adam Fresco
- Brian Glanville
- Ruth Gledhill
- Giles Coren
- Robert Crampton
- Nigel Hawkes
- Dan Sabbagh
- Ginny Dougary
- Michael Gove
- Philip Webster
- Tim Hames
- Stewart Tendler
- Anthony Howard
- Philip Howard
- Mick Hume
- Anatole Kaletsky
- Magnus Linklater
- Richard Lloyd Parry
- Ben Macintyre
- Sam Marlowe, kultura, divadlo
- Caitlin Moran
- Richard Morrison
- Kate Muir
- Matthew Parris
- Grayson Perry
- Libby Purves
- William Rees-Mogg
- Peter Riddell
- Nick Robinson
- Paul Sheehan
- Mary Ann Sieghart
- Andrew Sullivan
- Janice Turner
- Ann Treneman
- Alexander Williams, karikarurista
- Aki Riihilahti
- Gordon Ramsay
- Guillem Balague
- Daniel Finkelstein, komentátor
- Alice Miles
- David Brown
- David Sinclair
- Peter Brookes, hlavní karikarurista
- Stephanie Marsh